# Accordo di Villa Madama
L'accordo di Villa Madama, noto anche come nuovo concordato, o concordato bis, fu un accordo politico stipulato il 18 febbraio 1984 tra la Santa Sede e la Repubblica Italiana allo scopo di modificare consensualmente i contenuti del concordato sottoscritto, nell'ambito dei Patti Lateranensi del 1929, fra la Santa Sede e il Regno d'Italia. È stato ratificato con Legge 25 marzo 1985, n. 121.

## Attività preparatoria
La Costituzione repubblicana, entrata in vigore nel 1948, con l'articolo 7 aveva riconosciuto la vigenza dei Patti Lateranensi sottoscritti da Benito Mussolini, quale Capo del governo primo ministro segretario di Stato del Regno d'Italia e dal cardinale Pietro Gasparri, allora segretario di Stato della Santa Sede.
Il mutato quadro politico del secondo dopoguerra e le trasformazioni che avevano interessato la società dell'Italia repubblicana, insieme alle aperture del Concilio Vaticano II in materia di libertà religiosa e di rapporti fra la Chiesa cattolica e gli Stati, avevano dato avvio a un processo negoziale tra la Santa Sede e l'Italia volto alla necessaria revisione dei Patti Lateranensi, che tuttavia si protrasse a lungo, senza giungere a risultati tangibili. 
A inizio degli anni ottanta, la guida dei negoziati per la Santa Sede fu affidata all'allora arcivescovo Achille Silvestrini, segretario della Congregazione per gli affari ecclesiastici straordinari e uomo di punta della diplomazia vaticana che dopo il 1984 passò "la staffetta" ad Attilio Nicora, il tutto in stretta collaborazione con Giuseppe Betori, Giuseppe Mani e Antonio Mennini. I protagonisti italiani della trattativa furono i giuristi Francesco Margiotta Broglio e Cesare Mirabelli. I negoziati giunsero al termine nel 1984, con la stipula, presso Villa Madama, di un testo di revisione del concordato del 1929, che venne sottoscritto dal segretario di Stato vaticano Agostino Casaroli e dal presidente del Consiglio italiano Bettino Craxi.

## Contenuto
L'accordo di Villa Madama è costituito da una serie di punti con cui si intende «regolare le condizioni della religione e della Chiesa in Italia». Consta di quattordici articoli, i quali intendono affermare e tutelare:
- Art 1: L'indipendenza e la sovranità dei due ordinamenti, Stato e Chiesa in linea con il dettato costituzionale (Art. 7 della Costituzione).
- Art 2: Le garanzie in ordine alla missione salvifica, educativa e evangelica della Chiesa cattolica.
- Art 3: Le garanzie in merito alla libera organizzazione ecclesiastica in Italia.
- Art 4: Immunità e privilegi per figure ecclesiastiche.
- Art 5: Gli edifici di culto che non possono essere requisiti, occupati, espropriati, demoliti o violati da forza pubblica se non per casi di "urgente necessità".
- Art 6: Le festività religiose.
- Art 7: Le nuove discipline degli enti ecclesiastici.
- Art 8: Gli effetti civili del vincolo matrimoniale celebrato in forma canonica.
- Art 9: L'istituzione di scuole e la parificazione delle stesse alle scuole pubbliche.
- Art 10: La parificazione delle qualifiche e dei diplomi ottenuti nelle scuole ecclesiastiche.
- Art 11: L'assistenza spirituale.
- Art 12: Il patrimonio artistico e religioso.
- Art 13: La volontà in merito al valore giuridico del nuovo Accordo.
- Art 14: In caso di difficoltà interpretative o applicative, vi s'impone ai due contraenti di risolvere in maniera amichevole tali divergenze, per il tramite di un'apposita commissione paritetica.

La scambio degli strumenti di ratifica, che ai sensi dell'articolo 13 rende efficace il trattato, è avvenuto il 3 giugno 1985.

## Genesi dell'8 per mille
La Conferenza episcopale e il suo presidente preferivano "la defiscalizzazione delle offerte". Questa era la forma che proponevano per il nuovo finanziamento alla Chiesa reso necessario dall’abolizione della congrua. Poi (...) accedettero alla proposta avanzata dallo Stato di un intervento “aggiuntivo”, pensato in qualche maniera quale “copertura” del principale (la defiscalizzazione, appunto)": questa la genesi della misura dell'8 per mille, rivendicata da Gennaro Acquaviva, che la ascrive alla proposta elaborata da Craxi "con Margiotta, Amato, anche Tremonti (...) tra il 1983 e il 1987".
Infatti, "quando si trattò di definire la direttiva per chi dovesse rappresentare il suo Governo nel negoziato per redigere la normativa da cui nacque l'otto per mille", Bettino Craxi «fu inequivoco:  "Non affamate i preti", comandò netto».